# Danh sách cây cầu ở Hàn Quốc

## Cầu ở Seoul

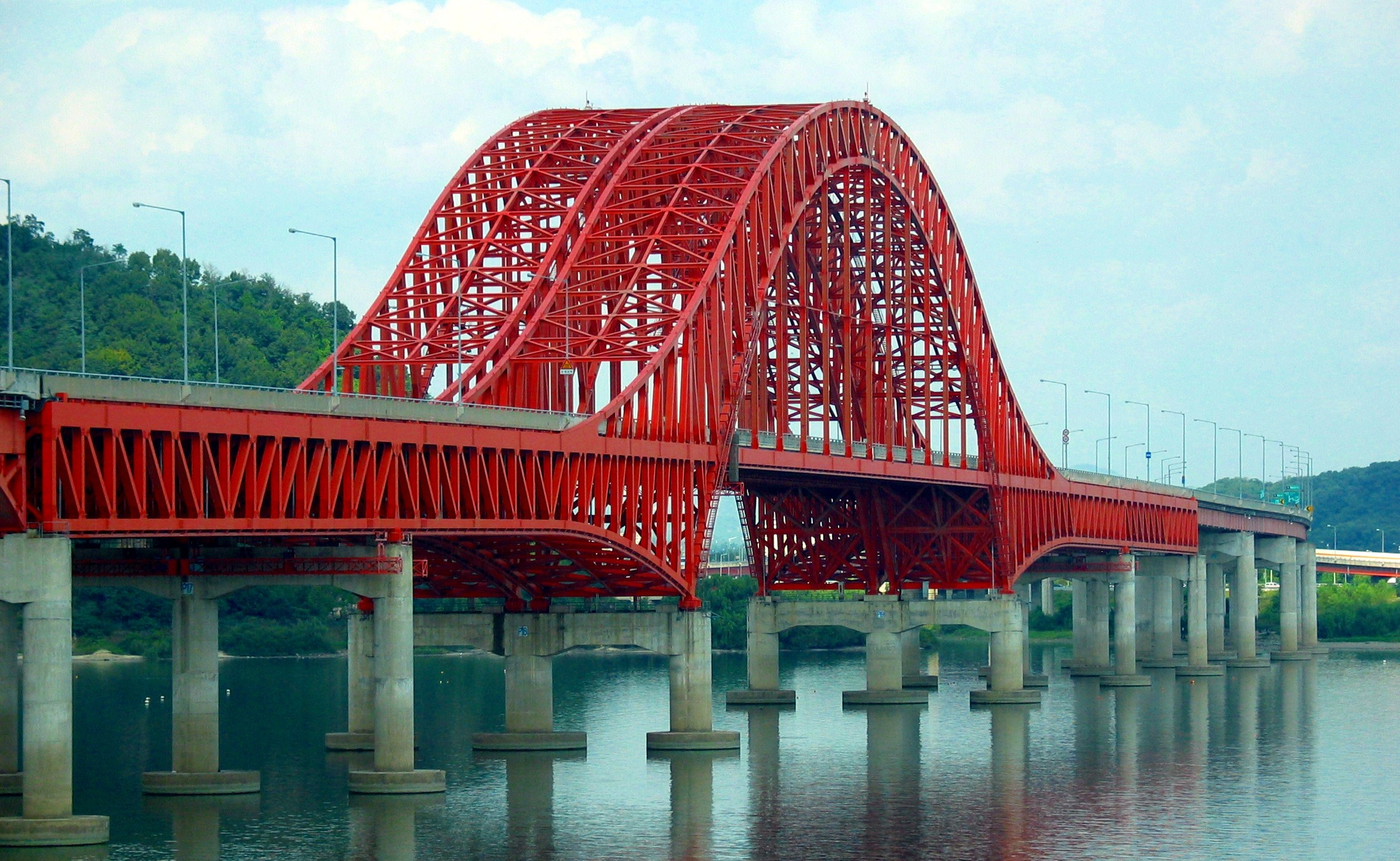
Cầu Banghwa tại Seoul

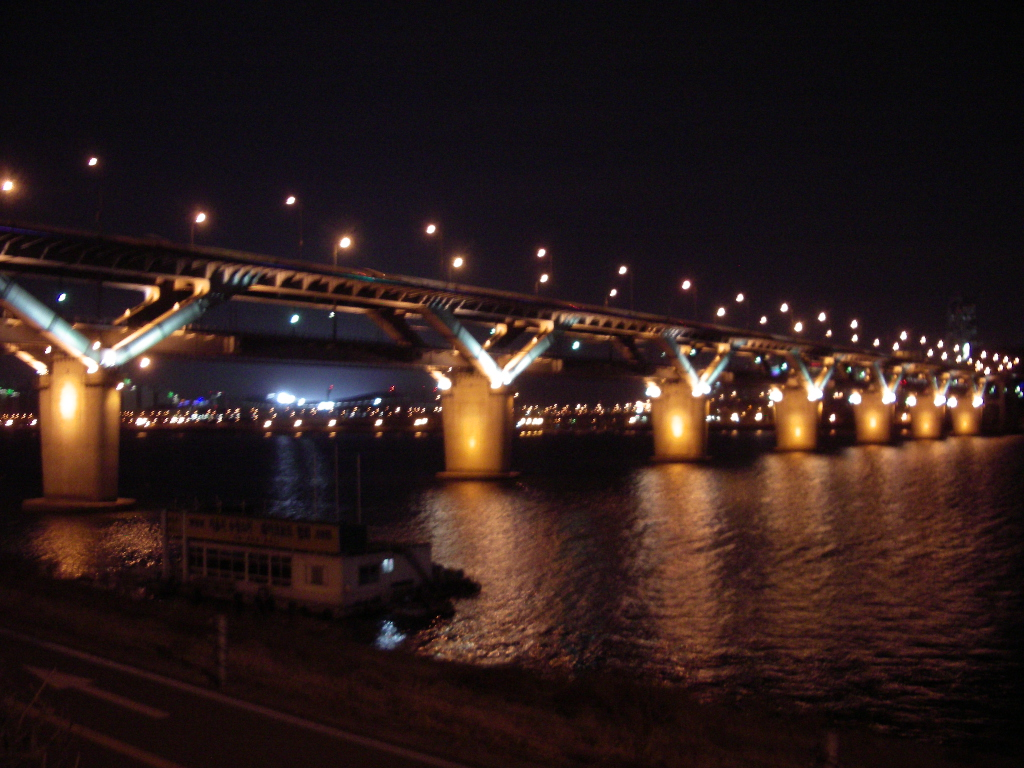
Cầu Cheongdam tại Seoul

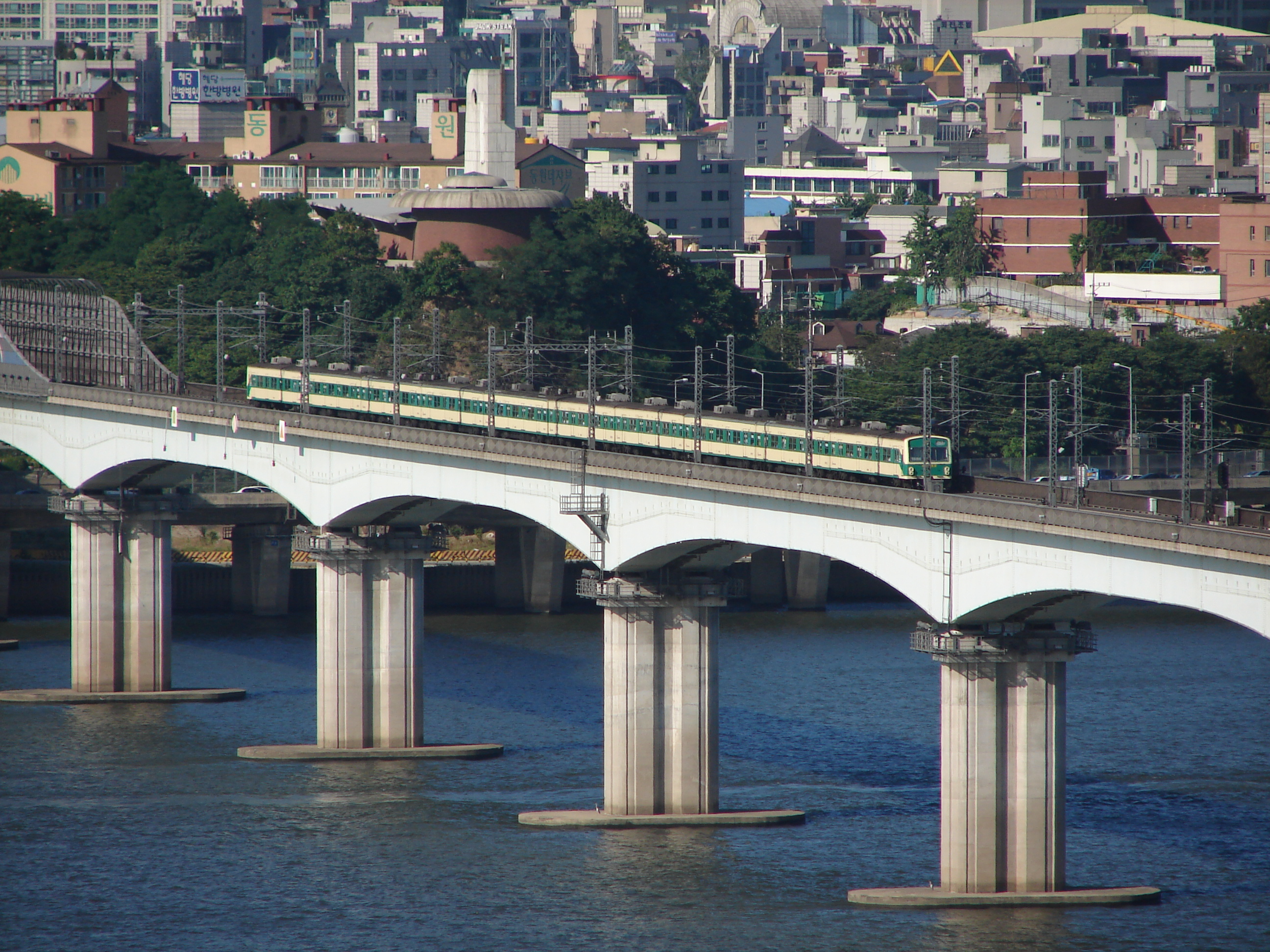
Cầu đường sắt Dangsan tại Seoul

- Cầu Banghwa

- Cầu Banpo
- Cầu Cheongdam
- Cầu Cheonho
- Cầu đường sắt Dangsan
- Cầu Dongho
- Cầu Dongjak
- Cầu Gangdong
- Cầu Gayang
- Cầu Gimpo
- Cầu Gwangjin
- Cầu Haengju
- Cầu Ilsan
- Cầu Jamsil
- Cầu đường sắt Jamsil
- Cầu Jamsu
- Cầu Mapo
- Cầu Misa
- Cầu đường sắt Hangang
- Cầu Hangang
- Cầu Hannam
- Cầu Olympic
- Cầu Paldang
- Cầu Seogang
- Cầu Seongsan
- Cầu Seongsu
- Cầu Wonhyo
- Cầu Yanghwa
- Cầu Yeongdong

## Cầu trong đô thị
- Cầu Busan
- Cầu Daegu
- Cầu Incheon
- Cầu Daejeon
- Cầu Gwangju
- Cầu Ulsan

## Cầu trong tỉnh
- Cầu Gyeonggi-do
- Cầu Gangwon-do
- Cầu Chungcheongbuk-do
- Cầu Chungcheongnam-do
- Cầu Jeollabuk-do
- Cầu Jeollanam-do
- Cầu Gyeongsangbuk-do
- Cầu Jeju-do